# Cratermaze
Cratermaze là một trò chơi điện tử trên hệ máy Turbografx-16 ra mắt năm 1990. Nó đã được tái bản trên Virtual Console của Wii vào ngày 13 tháng 8 năm 2007 ở Bắc Mĩ và ngày 17 tháng 8 năm 2007 tại châu Âu và Australia. Trong phiên bản Doraemon: Meikyū Daisakusen (ドラえもん 迷宮大作戦) ở Nhật Bản phát hành ngày 31 tháng 10 năm 1989, nhân vật chính của trò chơi là Doraemon, thay thế Opi.